# لیپوسکا خوتا
لیپوسکا خوتا (به لاتین: Lipuska Huta) یک روستا در لهستان است که در گمینا لیپوش واقع شده‌است.
 لیپوسکا خوتا  ۱۰۳ نفر جمعیت دارد.